# Nogales, Veracruz
Nogales är en kommunhuvudort i Mexiko.   Den ligger i kommunen Nogales och delstaten Veracruz, i den sydöstra delen av landet, 220 km öster om huvudstaden Mexico City. Nogales ligger 1 292 meter över havet och antalet invånare är 19 903.
Terrängen runt Nogales är kuperad åt nordväst, men åt sydost är den bergig. Nogales ligger nere i en dal. Runt Nogales är det ganska tätbefolkat, med 134 invånare per kvadratkilometer. Närmaste större samhälle är Orizaba, 7,2 km öster om Nogales. I omgivningarna runt Nogales växer huvudsakligen savannskog.